# Nova Santa Rita
Nova Santa Rita este un oraș în Rio Grande do Sul (RS), Brazilia.